# جزيرة ادامز
جزيرة ادامز هي جزيرة تابعة لـ كندا تقع في خليج بافن في أرخبيل أرخبيل القطب الشمالي الكندي. وهي غير مأهولة بالسكان. يبلغ ارتفاعها عن سطح البحر قرابة 800 متر. تبلغ مساحتها 267 كم².